# Dialeurodes joholensis
Dialeurodes joholensis là một loài côn trùng cánh nửa trong họ Aleyrodidae, phân họ Aleyrodinae.
Dialeurodes joholensis được Corbett miêu tả khoa học đầu tiên năm 1935.